# MacRoman
Les systèmes d’exploitation Mac OS (jusqu’à la version 9), en usage sur les Apple Macintosh jusqu’au début des années 2000, utilisent un codage des caractères nommé MacRoman, qui diffère de l'ISO/CEI 8859-1 de par les 32 premiers et 127 derniers caractères, mais inclut tout de même la plupart des caractères présents dans l'ISO/CEI 8859-1. Contrairement à cette norme, il n'inclut pas les caractères de contrôle C1, la barre verticale discontinue ( ¦ ), la marque de césure facultative (soft hyphen), les exposants deux, trois et un ( ¹, ², ³ ), les fractions « ¼, ½, ¾ » (mais, au moyen de la typographie avancée, le caractère de fraction 0xDA devait produire le même résultat graphique à l'aide des chiffres habituels), les lettres « Ð, ð, Ý, ý, Þ et þ » ni le symbole de multiplication (×). En revanche, le MacRoman inclut de nombreux caractères qui ne sont pas dans l'ISO/CEI 8859-1. Le symbole de l’euro (€) a remplacé le symbole monétaire générique « ¤ » précédent.
Avec l’avènement Mac OS X, le codage MacRoman a été remplacé par UTF-8 en tant que codage par défaut sur les systèmes d’exploitation Macintosh.
Le tableau suivant montre le MacRoman, les différences avec l'ISO-8859-1 étant sur fond coloré :
- en vert, caractères de contrôle du code ASCII ;
- en jaune, caractères accentués et symboles ; la disposition (ou le glyphe) est totalement différent de ceux de ISO-8859-1 (excepté les cinq caractères sur fond blanc, le fond blanc indiquant, dans toute la table, l'exacte correspondance des caractères des deux codages).

| MacRoman | MacRoman    | MacRoman | MacRoman | MacRoman | MacRoman | MacRoman | MacRoman | MacRoman | MacRoman | MacRoman | MacRoman | MacRoman | MacRoman | MacRoman | MacRoman | MacRoman |
|          | x0          | x1       | x2       | x3       | x4       | x5       | x6       | x7       | x8       | x9       | xA       | xB       | xC       | xD       | xE       | xF       |
| -------- | ----------- | -------- | -------- | -------- | -------- | -------- | -------- | -------- | -------- | -------- | -------- | -------- | -------- | -------- | -------- | -------- |
| 0x       |             |          |          |          |          |          |          |          |          | TAB      | LF       |          |          | CR       |          |          |
| 1x       |             |          |          |          |          |          |          |          |          |          |          |          |          |          |          |          |
| 2x       | SP          | !        | "        | #        | $        | %        | &        | '        | (        | )        | *        | +        | ,        | -        | .        | /        |
| 3x       | 0           | 1        | 2        | 3        | 4        | 5        | 6        | 7        | 8        | 9        | :        | ;        | <        | =        | >        | ?        |
| 4x       | @           | A        | B        | C        | D        | E        | F        | G        | H        | I        | J        | K        | L        | M        | N        | O        |
| 5x       | P           | Q        | R        | S        | T        | U        | V        | W        | X        | Y        | Z        | [        | \        | ]        | ^        | _        |
| 6x       | `           | a        | b        | c        | d        | e        | f        | g        | h        | i        | j        | k        | l        | m        | n        | o        |
| 7x       | p           | q        | r        | s        | t        | u        | v        | w        | x        | y        | z        | {        | \|       | }        | ~        |          |
| 8x       | Ä           | Å        | Ç        | É        | Ñ        | Ö        | Ü        | á        | à        | â        | ä        | ã        | å        | ç        | é        | è        |
| 9x       | ê           | ë        | í        | ì        | î        | ï        | ñ        | ó        | ò        | ô        | ö        | õ        | ú        | ù        | û        | ü        |
| Ax       | †           | °        | ¢        | £        | §        | •        | ¶        | ß        | ®        | ©        | ™        | ´        | ¨        | ≠        | Æ        | Ø        |
| Bx       | ∞           | ±        | ≤        | ≥        | ¥        | µ        | ∂        | ∑        | ∏        | π        | ∫        | ª        | º        | Ω        | æ        | ø        |
| Cx       | ¿           | ¡        | ¬        | √        | ƒ        | ≈        | ∆        | «        | »        | …        | Nbsp     | À        | Ã        | Õ        | Œ        | œ        |
| Dx       | –           | —        | “        | ”        | ‘        | ’        | ÷        | ◊        | ÿ        | Ÿ        | ⁄        | €        | ‹        | ›        | ﬁ        | ﬂ        |
| Ex       | ‡           | ·        | ‚        | „        | ‰        | Â        | Ê        | Á        | Ë        | È        | Í        | Î        | Ï        | Ì        | Ó        | Ô        |
| Fx       | Logo Apple. | Ò        | Ú        | Û        | Ù        | ı        | ˆ        | ˜        | ¯        | ˘        | ˙        | ˚        | ¸        | ˝        | ˛        | ˇ        |

Dans le tableau précédent, les caractères de contrôles sont soulignés, dont 0x20 qui est l'espace standard et 0xCA qui est l'espace insécable. Le caractère codé 0xF0 est un glyphe correspondant au logo Apple. Ce caractère n'existe pas en Unicode et doit donc posséder une correspondance dans la Zone d’Usage Privée ; Apple utilise le point U+F8FF à cet effet.
Les codes 0x00–0x08, 0x0B et 0x0C, 0x0E–0x1F et 0x7F ne sont pas utilisés.